# Акселбант
Акселбант (на немски: Achselband, през руски аксельбант, думата има по-широка употреба в множествено число) е декоративен плетен шнур, с метални накрайници против разнищване.
Акселбантите се носят преметнати през дясното рамо на щабни офицери и адютанти  и въобще имат приложение, като част от военна парадна униформа или от дреха, имитираща такава.

## История
Има няколко теории за произхода на акселбанта. Според една от тях, в началото е служил, като кабел за измерване с прикачен към него молив.
Във въоръжените сили на Западна Европа акселбантът се използва от средата на XVII век. Съществува предположение, че първоначално е бил част от снаряжението на мускетари и е представлявал фитил за взривяване на барут, намотан през рамото на боеца. Също така има хипотеза, че отначало не са му придавани практически, а символични функции - на презрението, изпитвано към смъртта и към нейните носители - испанците, по време на борбата за независимост на нидерландците от Хабсбургска Испания. В този случай се смята, че отначало акселбантът е въже за бесене.
В класическия си вид, тези украшения са френски модел, одобрен с министерско решение, през април 1916 г. и впоследствие възприет и от много други държави. Предходните френски акселбанти (използвани до края на Френско-пруската война от 1870 г.) са въведени от Наполеон I, като отличителен цвят за хусарите е жълтото, а тези на артилеристите са в червено.